# Coyhaique (provins)
Provincia de Coyhaique är en provins i Chile.   Den ligger i regionen Región de Aisén, i den södra delen av landet, 1 400 km söder om huvudstaden Santiago de Chile. Antalet invånare är 54 575. Arean är 12 943 kvadratkilometer.
Terrängen i Provincia de Coyhaique är huvudsakligen bergig, men österut är den kuperad.
Provincia de Coyhaique delas in i:
- Lago Verde
- Coihaique

Trakten runt Provincia de Coyhaique består i huvudsak av gräsmarker. Runt Provincia de Coyhaique är det mycket glesbefolkat, med 6 invånare per kvadratkilometer.